# Chinois (gâteau)
Pour les articles homonymes, voir Chinois.
Un chinois (ou Schneckenkuchen, en allemand, littéralement « gâteau en escargots » en Alsace-Moselle) est une viennoiserie à base de gâteau-brioche fourré de crème pâtissière, spécialité culinaire traditionnelle des cuisines alsacienne, lorraine et allemande.

## Origine du nom
Variante des brioches, Schnecke (de) (escargot de la cuisine alsacienne), ou pain aux raisins de la cuisine française, l'origine du nom de cette viennoiserie est peu connue. Originaire d'Allemagne, d'Alsace ou de Moselle, il est nommé Schneckenkuchen en allemand, Schneckekueche en alsacien, ou encore Schnèggekùùche en francique rhénan lorrain ; nom qui signifie « gâteau en escargots », en rapport, à l'image du pain aux raisins, à sa forme en coquilles d'escargot (et triskèle).
Pierre Rézeau nous explique dans le Dictionnaire des régionalismes du français en Alsace, que la recette de 1895 contenait des chinois (ou bigarade), petite orange amère et confite issue du bigaradier de Chine.
Une histoire humoristique raconte que l'origine de ce nom serait associée à un des premiers importateurs français de ce gâteau, qui ne parlait pas allemand. Lorsqu'il se faisait livrer ses Schneckenkuchen, devant la difficulté à prononcer ce mot, il répondait : « De toute façon, pour moi, c’est du chinois. » Ce terme « gâteau chinois » serait alors resté pour le désigner en français[réf. nécessaire].

## Réalisation
Le chinois est réalisé avec une pâte briochée (beurre, eau, farine, levain ou levure de boulanger, sucre, sel) et de la crème pâtissière (farine, sucre et, éventuellement, vanille, eau de fleur d'oranger ou rhum),.
Il existe également des variantes qui ajoutent des pépites de chocolat, des raisins secs, des écorces d'orange confites, de la cannelle ou encore du sucre glace.